# بطالمة
البطالمة هم عائلة من أصل مقدوني نزحت إلى مصر بعد وفاة الإسكندر الأكبر سنة 323 ق.م، حيث تولى أحد قادة جيش الإسكندر الأكبر وهو «بطليموس» حكم مصر. أهتم بطليموس الأول ببناء مدينة الإسكندرية التي أسسها الإسكندر الأكبر قبل مغادرته مصر في حملة عسكرية إلى بلاد الفرس وأفغانستان والهند. وجعل بطليموس الأول من الإسكندرية عاصمة لمصر. لا يعرف أين توجد مقبرة الإسكندر الأكبر حيث وافته المنية في خارج مصر. وظلت أسرة بطليموس تحكم مصر حتى دخلها الرومان في عام 30 ق.م. وآخر البطالمة كانت الملكة كليوباترا وابنها بطليموس الخامس عشر (قيصرون).
وصل نفوذ الدولة البطلمية إلى فلسطين، قبرص وشرق ليبيا، وقد عرفت ازدهارا خلال عهود بطليموس الأول وبطليموس الثاني وبطليموس الثالث. كون البطالمة ذوي أصول إغريقية لم يمنعهم من التشبع بالتقاليد والعادات المصرية، فمعمارهم المصري ومعابدهم للآلهة المصرية وطريقة عيشهم مصرية وساعد ذلك تزاوجهم من المصريين. جميع ملوك البطالمة حملوا اسم بطليموس. واتخذوا من الإسكندرية عاصمة لهم وظلت كذلك حتى معركة أكتيوم البحرية عام 31 ق.م عندما انتصر اكتافيوس، القادم من روما، على أنطونيوس وكليوباترا لتصبح مصر ولاية رومانية منذ هذا التاريخ وحتى الفتح الإسلامي على يد عمرو بن العاص. تتكون أسرة البطالمة من 16 حاكما، بما في ذلك ابن كليوباترا السابعة، بطليموس الخامس عشر (قيصرون) ابن يوليوس قيصر * 51 ق.م - 30 ق.م

## بدء العهد الروماني
بعد هزيمة كليوباترا انتهى عصر البطالمة في مصر وبدأ حكم الرومان الذي استمر حتى هزمهم المسلمون ودخول عمرو بن العاص مصر، وحكمها نيابة عن الخليفة عمر بن الخطاب.